# Wilma van den Berg
Wilhelmina Catharina Maria Martina "Wilma" van Gool-van den Berg mais conhecida como Wilma van den Berg (Uden, 11 de agosto de 1947) é uma ex-velocista holandesa.
Wilma van den Berg ganhou duas medalhas no Campeonato Europeu de Atletismo (1969 e 1970). Na Universíada de Verão de 1970 a atleta disputou várias provas de velocidade individual e também ganhou duas medalhas. Wilma competiu nos Jogos Olímpicos do México 1968 e Munique 1972. As modalidades olímpicas que ela participou foram 100 metros, 200 metros e revezamento 4 x 100. Nas provas individuais olímpicas ela não conseguiu chegar às finais, na prova em equipe, ela ficou em quarto lugar no revezamento 4 x100.
Em 1969, ela foi escolhida como a atleta feminina holandesa do ano. Seus recordes pessoais foram 11,1 segundos nos 100 metros (1972) e 23,22 segundos nos 200 metros (1972).